# Dixie Carter
Dixie Virginia Carter (McLemoresville, 25 mei 1939 – Houston, 10 april 2010) was een Amerikaanse actrice. Ze acteerde in films en televisieseries. Zo speelde ze Julia Sugarbaker in de CBS-sitcom Designing Women (1986-93) en Randi King in de CBS-dramaserie Family Law (1999-2002). In 2007 werd ze genomineerd voor een Emmy Award voor haar rol als Gloria Hodge in ABC-serie Desperate Housewives (2006-07).

## Loopbaan
Carter startte haar beroepscarrière met een rol in de musical Carousel in 1960. Haar debuut op Broadway was in 1974 in de musical Sextet. Nadat ze twee jaar de rol van officier van justitie Brandy Henderson had vertolkt in de CBS-soap The Edge of Night (1974-76), ging ze in 1976 terug naar Broadway en had ze een rol in de musical Pal Joey. Carter was ook te zien in de sitcoms On Our Own (1977-78), Filthy Rich (1982-83) en Diff'rent Strokes (1984-85). In 1997 vertolkte ze de rol van Maria Callas in de Broadwayproductie Master Class en in 2004 speelde ze Mrs. Meers in de Broadwaymusical Thoroughly Modern Millie.
In 1967 trouwde zij zakenman Arthur Carter. Ze kregen twee dochters (die eenmalig meespeelden in een aflevering van Designing Women), Mary Dixie en Ginna. Na hun geboorte onderbrak Carter haar carrière voor een periode van acht jaar om zich volledig te richten op de opvoeding van de dochters en de kinderen van Arthur: Jon, Whendy en Ellen Carter. Ze scheidde van Arthur Carter in 1977 en trouwde datzelfde jaar met acteur George Hearn. Twee jaar later scheidde ze van Hearn en in 1984 trouwde ze voor de derde keer, nu met Hal Holbrook, die onder andere bekend is van onemanshow Mark Twain.

## Rollen

### Film
| Jaar | Titel                                  | Rol           | Opmerkingen |
| ---- | -------------------------------------- | ------------- | ----------- |
| 1983 | Going Berserk                          | Angela        |             |
| 1999 | The Big Day                            | Carol         |             |
| 2000 | The Life and Adventures of Santa Claus | Necile (stem) | Video       |
| 2009 | That Evening Sun                       | Ellen Meecham |             |

### Televisie
| Jaar      | Titel                                                   | Rol                            | Opmerkingen                                                        |
| --------- | ------------------------------------------------------- | ------------------------------ | ------------------------------------------------------------------ |
| 1974-1976 | The Edge of Night                                       | D.A. Olivia Brandeis Henderson | Tv-serie                                                           |
| 1977      | The Andros Targets                                      | Rita                           | Aflevering "The Killing of a Porno Queen"                          |
| 1977      | The Doctors                                             | Dr. Linda Elliott              |                                                                    |
| 1977-1978 | On Our Own                                              | April Baxter                   | Hoofdrol                                                           |
| 1979      | Out of the Blue                                         | Marion Richards                | Hoofdrol                                                           |
| 1980      | OHMS                                                    | Nora Wing                      | Tv-film                                                            |
| 1981      | The Killing of Randy Webster                            | Billie Webster                 | Tv-film                                                            |
| 1982      | Cassie & Co.                                            | Evelyn Weller                  | Aflevering "The Golden Silence"                                    |
| 1982      | Bret Maverick                                           | Hallie McCulloch               | Aflevering "Hallie"                                                |
| 1982      | Best of the West                                        | Mae Markham                    | Aflevering "The Pretty Prisoner"                                   |
| 1982      | Quincy, M.E.                                            | Dr. Alicia Ranier              | Aflevering "The Face of Fear"                                      |
| 1982      | The Greatest American Hero                              | Samantha O'Neill               | Aflevering "Lilacs, Mr. Maxwell"                                   |
| 1982      | Lou Grant                                               | Jessica Lindner                | Aflevering "Suspect"                                               |
| 1982-1983 | Filthy Rich                                             | Carlotta Beck                  | Hoofdrol                                                           |
| 1984-1985 | Diff'rent Strokes                                       | Maggie McKinney                | Bijrol                                                             |
| 1986-1993 | Designing Women                                         | Julia Sugarbaker               | Hoofdrol                                                           |
| 1994      | A Perry Mason Mystery: The Case of the Lethal Lifestyle | Louise Archer                  | Tv-film                                                            |
| 1994      | Gambler V: Playing for Keeps                            | Lillie Langtry                 | Tv-film                                                            |
| 1994      | Christy                                                 | Julia Huddleston               | Aflevering "The Sweetest Gift"                                     |
| 1995      | Dazzle                                                  | Lydie Kilkullen                | Tv-film                                                            |
| 1995      | Diagnosis: Murder                                       | D.A. Patricia Purcell          | Aflevering "Murder in the Courthouse"                              |
| 1996      | Gone in the Night                                       | Ann Dowaliby                   | Tv-film                                                            |
| 1997      | Fired Up                                                | Rita                           | Aflevering "Honey, I Shrunk the Turkey", "The Mother of All Gwens" |
| 1999-2000 | Ladies Man                                              | Peaches                        | Terugkerende rol                                                   |
| 1999-2002 | Family Law                                              | Randi King                     | Hoofdrol                                                           |
| 2003      | Comfort and Joy                                         | Frederica                      | Tv-film                                                            |
| 2004      | Law & Order: Special Victims Unit                       | Denise Brockmorton             | Aflevering "Home"                                                  |
| 2005      | Hope & Faith                                            | Joyce Shanowski                | Aflevering "A Room of One's Own"                                   |
| 2006-2007 | Desperate Housewives                                    | Gloria Hodge                   | Terugkerende rol                                                   |
| 2008      | Our First Christmas                                     | Evie Baer                      | Tv-film                                                            |

## Prijzen
| Jaar | Prijs                              | Categorie                        | Serie of film              |
| ---- | ---------------------------------- | -------------------------------- | -------------------------- |
| 1976 | Theatre World Award                | Outstanding Actress              | Jesse and the Bandit Queen |
| 1989 | Los Angeles Women in Film Festival | Excellence in TV Episodic Comedy | Designing Women            |
| 2009 | SXSW Film Festival                 | Best Ensemble Cast               | That Evening Sun           |